# Seznam děl v cyklu Podivuhodné cesty
Toto je seznam děl z cyklu dobrodružných a vědeckofantastických románů a povídek (resp. novel) Podivuhodné cesty (Les Voyages extraordinaires) francouzského spisovatele Julesa Verna.
| Číslo svazku | Český název                                 | Francouzský název                                             | Rok prvního vydání | Počet dílů | Ilustrátor                                  | Rok prvního českého vydání | Jiné české názvy                                                   | Poznámky                                                                                               |
| ------------ | ------------------------------------------- | ------------------------------------------------------------- | ------------------ | ---------- | ------------------------------------------- | -------------------------- | ------------------------------------------------------------------ | --- |
| 1            | Pět neděl v baloně                          | Cinq semaines en ballon                                       | 1863               | 1          | Édouard Riou a Henri de Montaut             | 1874                       |                                                                    | |
| 2            | Dobrodružství kapitána Hatterase            | Voyages et aventures du capitaine Hatteras                    | 1864               | 2          | Édouard Riou a Henri de Montaut             | 1884                       |                                                                    | definitivní verze je z roku 1866                                                                       |
| 3            | Cesta do středu Země                        | Le voyage au centre de la Terre                               | 1864               | 1          | Édouard Riou                                | 1881                       | Do středu Země                                                     | |
| 4            | Ze Země na Měsíc                            | De la Terre à la Lune                                         | 1865               | 1          | Henri de Montaut                            | 1894                       | Do Měsíce                                                          | |
| 5            | Děti kapitána Granta                        | Les enfants du capitaine Grant                                | 1867-1868          | 3          | Édouard Riou                                | 1883                       |                                                                    | první díl autorovy volné trilogie                                                                      |
| 6            | Dvacet tisíc mil pod mořem                  | Vingt mille lieues sous les mers                              | 1869-1870          | 2          | Alphonse de Neuville a Édouard Riou         | 1877                       |                                                                    | druhý díl autorovy volné trilogie                                                                      |
| 7            | Okolo Měsíce                                | Autour de la Lune                                             | 1870               | 1          | Émile-Antoine Bayard a Alphonse de Neuville | 1870                       | Cesta kolem Měsíce Kolem Měsíce                                    | pokračování románu Ze Země na Měsíc                                                                    |
| 8            | Plující město Prorazili blokádu             | Une ville flottante Les Forceurs de blocus                    | 1871               | 1          | Jules Férat                                 | 1906                       | Plovoucí město .                                                   | novela z roku 1865                                                                                     |
| 9            | Dobrodružství tří Rusů a tří Angličanů      | Aventures de trois Russes et de trois Anglais                 | 1872               | 1          | Jules Férat                                 | 1875                       |                                                                    | |
| 10           | Země kožešin                                | Le pays des fourrures                                         | 1873               | 2          | Jules Férat a Quesnay de Beaurépaire        | 1876                       |                                                                    | |
| 11           | Cesta kolem světa za osmdesát dní           | Le tour du monde en quatre–vingts jours                       | 1873               | 1          | Alphonse de Neuville a Léon Benett          | 1873                       |                                                                    | |
| 12           | Tajuplný ostrov                             | L'Île mystérieuse                                             | 1875               | 3          | Jules Férat                                 | 1878                       | Tajemný ostrov                                                     | třetí díl autorovy volné trilogie                                                                      |
| 13           | Chancellor Martin Paz                       | Le Chancellor Martin Paz                                      | 1875               | 1          | Édouard Riou Jules Férat                    | 1883 ?                     |                                                                    | novela z roku 1851                                                                                     |
| 14           | Carův kurýr Drama v Mexiku                  | Michel Strogoff Un drame au Mexique                           | 1876               | 2          | Jules Férat                                 | 1877 ?                     | Michal Strogov První mexické námořní lodi                          | novela z roku 1851                                                                                     |
| 15           | Na kometě                                   | Hector Servadac                                               | 1877               | 2          | Paul-Dominique Philippoteaux                | 1882                       | Světem slunečním Hektor Servadak                                   | |
| 16           | Černé indie                                 | Les Indies noires                                             | 1877               | 1          | Jules Férat                                 | 1877                       | Černá indie                                                        | |
| 17           | Patnáctiletý kapitán                        | Un capitaine de quinze ans                                    | 1878               | 2          | Henri Meyer                                 | 1879                       |                                                                    | |
| 18           | Ocelové město Vzbouřenci na lodi Bounty     | Les cinq cents millions de la Bégum Les Révoltés de la Bounty | 1879               | 1          | Léon Benett S. Drée                         | 1895 ?                     | Pět set miliónů Begumy Buřiči z lodě Bounty Vzpoura na lodi Bounty | |
| 19           | Číňanovy trampoty v Číně                    | Les tribulations d'un Chinois en Chine                        | 1879               | 1          | Léon Benett                                 | 1888                       | Číňanovy nehody v Číně O život Nebešťan a jeho svízel i štěstí     | |
| 20           | Zemí šelem                                  | La maison à vapeur                                            | 1880               | 2          | Léon Benett                                 | 1895                       | Nana Sahib Ocelový olbřím                                          | francouzský název znamená Dům na páru                                                                  |
| 21           | Tajemství pralesa                           | La Jangada                                                    | 1881               | 2          | Léon Benett                                 | 1883                       | Jangada 800 mil po Amazonce                                        | |
| 22           | Škola robinsonů                             | L'école des robinsons                                         | 1882               | 1          | Léon Benett                                 | 1902                       | Dva Robinsoni                                                      | |
| 23           | Zelený paprsek Deset hodin na lovu          | Le rayon vert Dix Heures en chasse                            | 1882               | 1          | Léon Benett Gédéon Baril                    | 1884 ?                     |                                                                    | satirická povídka z roku 1881                                                                          |
| 24           | Tvrdohlavý Turek                            | Kéraban le têtu                                               | 1883               | 2          | Léon Benett                                 | 1903                       | Paličatý Kéraban                                                   | |
| 25           | Hvězda jihu                                 | L'étoile du sud                                               | 1884               | 1          | Léon Benett                                 | 1892                       |                                                                    | |
| 26           | Archipel v plamenech                        | L'archipel en feu                                             | 1884               | 1          | Léon Benett                                 | 1912                       | Archipel v ohni                                                    | |
| 27           | Matyáš Sandorf                              | Mathias Sandorff                                              | 1885               | 3          | Léon Benett                                 | 1888                       | Hrabě Sandorf Nový hrabě Monte Christo                             | |
| 28           | Robur Dobyvatel                             | Robur le Conquérant                                           | 1886               | 1          | Léon Benett                                 | 1893                       | Vzducholodí kolem světa                                            | |
| 29           | Los číslo 9672 Fffff...plesk!               | Un billet de loterie (Le número 9672) Frritt-Flacc            | 1886               | 1          | George Roux                                 | 1908 ?                     |                                                                    | novela z roku 1884                                                                                     |
| 30           | Sever proti Jihu                            | Nord contre Sud                                               | 1887               | 2          | Léon Benett                                 | 1894                       |                                                                    | |
| 31           | Cesta do Francie Gil Braltar                | Le chemin de France Gil Braltar                               | 1887               | 1          | George Roux                                 | 1912 ?                     | Opičí generál                                                      | novela z roku 1887                                                                                     |
| 32           | Dva roky prázdnin                           | Deux ans de vacances                                          | 1888               | 2          | Léon Benett                                 | 1890                       |                                                                    | |
| 33           | Bezejmenná rodina                           | Famille sans nom                                              | 1889               | 2          | Georges Tiret-Bognet                        | 1912                       |                                                                    | |
| 34           | Zmatek nad zmatek                           | Sans dessus dessous                                           | 1889               | 1          | George Roux                                 | 1896                       |                                                                    | |
| 35           | Oceánem na kře ledové                       | César Cascabel                                                | 1890               | 2          | George Roux                                 | 1891                       | Cesar Cascabel                                                     | |
| 36           | V pustinách australských                    | Mistress Branican                                             | 1891               | 2          | Léon Benett                                 | 1908                       | Mistress Branicanová Zajatec pustin                                | |
| 37           | Tajemný hrad v Karpatech                    | Le château des Carpathes                                      | 1892               | 2          | Léon Benett                                 | 1893                       | Hrad v Karpatech                                                   | |
| 38           | Claudius Bombarnak                          | Claudius Bombarnac                                            | 1892               | 1          | Léon Benett                                 | 1893                       | Klaudius Bombarnak                                                 | |
| 39           | Malý Dobráček                               | Petit Bonhomme                                                | 1893               | 2          | Léon Benett                                 | 1910                       |                                                                    | |
| 40           | Neobyčejná dobrodružství mistra Antifera    | Mirifiques aventures de maître Antifer                        | 1894               | 2          | George Roux                                 | 1894                       | Dobrodružná závěť Podivuhodná dobrodružství mistra Antifera        | |
| 41           | Plovoucí ostrov                             | L'île hélice                                                  | 1895               | 2          | Léon Benett                                 | 1896                       | Plující ostrov                                                     | |
| 42           | Vynález zkázy                               | Face au drapeau                                               | 1896               | 1          | Léon Benett                                 | 1897                       | Tváří v tvář praporu vlasti                                        | francouzský název znamená Tváří k praporu                                                              |
| 43           | Milionář na cestách                         | Clovis Dardentor                                              | 1896               | 1          | Léon Benett                                 | 1908                       | Clovis Dardentor                                                   | |
| 44           | Ledová sfinga                               | Le sphinx des glaces                                          | 1897               | 2          | George Roux                                 | 1910                       | Ledová sfinx                                                       | pokračování románu Příběhy Arthura Gordona Pyma od E. A. Poea                                          |
| 45           | Na vlnách Orinoka                           | Le superbe Orénoque                                           | 1898               | 2          | George Roux                                 | 1906                       | Nádherný Orinoko                                                   | |
| 46           | Závěť výstředníka                           | Le testament d'un excentrique                                 | 1899               | 2          | George Roux                                 | 1906                       | Hra o dědictví                                                     | |
| 47           | Druhá vlast                                 | Seconde patrie                                                | 1900               | 2          | George Roux                                 | 1913                       |                                                                    | pokračování románu Švýcarský Robinson od J. D. Wysse                                                   |
| 48           | Ves ve vzduchu                              | Le village aérien                                             | 1901               | 1          | George Roux                                 | 1913                       | Podivuhodné setkání v džungli                                      | |
| 49           | Záhadné dobrodružství velrybářské lodi      | Les histoires de Jean–Marie Cabidoulin                        | 1901               | 1          | George Roux                                 | 1912                       | Příběhy Jeana-Marie Cabidoulina                                    | |
| 50           | Bratři Kipové                               | Les frères Kip                                                | 1902               | 2          | George Roux                                 | 1910                       |                                                                    | |
| 51           | Cestovní stipendia                          | Bourses de voyage                                             | 1903               | 2          | Léon Benett                                 | 1909                       |                                                                    | |
| 52           | Drama v Livonsku                            | Un drame en Livonie                                           | 1904               | 1          | Léon Benett                                 | 1904                       |                                                                    | |
| 53           | Pán světa                                   | Maître du monde                                               | 1904               | 1          | George Roux                                 | 1905                       |                                                                    | pokračování románu Robur Dobyvatel                                                                     |
| 54           | Zatopená Sahara                             | L'invasion de la mer                                          | 1905               | 1          | Léon Benett                                 | 1908                       |                                                                    | poslední Vernův román vydaný za jeho života, francouzský název znamená Vpád moře                       |
| 55           | Maják na konci světa                        | Le Phare du bout du monde                                     | 1905               | 1          | George Roux                                 | 1908                       |                                                                    | první posmrtně vydaný Vernův román v úpravě jeho syna Michela                                          |
| 56           | Zlatá sopka                                 | Le volcan d'or                                                | 1906               | 1          | George Roux                                 | 1908                       |                                                                    | upraveno autorovým synem Michelem                                                                      |
| 57           | Trampoty páně Thompsonovy                   | L'agence Thompson and Co.                                     | 1907               | 2          | Léon Benett                                 | 1908                       | Cestovní výprava Thompsonova                                       | autorem románu je Michel Verne                                                                         |
| 58           | Honba za meteorem                           | Le volcan d'or                                                | 1908               | 1          | George Roux                                 | 1908                       |                                                                    | upraveno autorovým synem Michelem                                                                      |
| 59           | Lodivod dunajský                            | Le pilote du Danube                                           | 1908               | 1          | George Roux                                 | 1909                       | Pašeráci na Dunaji                                                 | upraveno autorovým synem Michelem, původní Vernův název zněl Le Beau Danube jaune (Krásný žlutý Dunaj) |
| 60           | Trosečníci z lodi Jonathan                  | Les naufragés du Jonathan                                     | 1909               | 1          | George Roux                                 | 1910                       | Trosečníci Jonathanu                                               | upraveno a rozšířeno autorovým synem Michelem                                                          |
| 61           | Tajemství Viléma Storitze                   | Le secret de Wilhelm Storitz                                  | 1910               | 1          | George Roux                                 | 1911                       |                                                                    | upraveno a rozšířeno autorovým synem Michelem                                                          |
| 62           | Podivuhodná dobrodružství výpravy Barsacovy | L'étonnante aventure de la mission Barsac                     | 1919               | 1          | George Roux                                 | 1925                       |                                                                    | dopsáno autorovým synem Michelem, původní Vernův název zněl Voyage d’études (Studijní cesta)           |